# Louis Nerz
Louis Nerz, také Ludwig Nerz, (30. ledna 1867 Mimoň – 20. ledna 1938 Vídeň) byl rakouský herec, režisér, dramaturg a scenárista.

## Život
Byl synem českého sedláka a před tím, než přešel v 18 letech na herectví, pracoval na státní železnici. Zahájil svou kariéru u kočovných společností a prošel i angažmá v Městském divadle v Českých Budějovicích v roce 1885, aniž by měl umělecké vzdělání. Další angažmá následovala v Plzni, v Mariánských Lázních a v Liberci, kde přispíval do časopisu Ploučnické květy, společně s Karlem Kostkou. Dále byl angažován v Olomouci a Opavě. Na podzim roku 1893 byl uveden do divadla Raimund ve Vídni. V následujícím roce se Nerz přestěhoval do Státního divadla Praha, v roce 1896 do Brna a o další dva roky později do Hamburku. V roce 1899 se Nerz vrátil do Vídně, aby se angažoval v divadle v Josefstadtu, k němuž po mnoho let patřil, naposledy jako režisér. Jeho role byly zpočátku charakteru adolescentního milence, ale v průběhu let se Louis Nerz rychle dopracoval i do témat dalších postav.
Přestože již byl ve filmu aktivní před vypuknutím první světové války, soustředil se po rozpadu Rakousko-Uherska pouze na práci před kamerou. Po počátečních hlavních rolích se však brzy musel spokojit s menšími rolemi. Ve 20. letech byl Nerz primárně aktivní jako scenárista ve filmovém průmyslu, pracoval především pro „Pan-Film“, na literárních adaptacích (melodramech) i na objemném materiálu, jako byly filmy s herečkami Grit Haid a Magda Sonja. Zvláštní pozornost zaslouží jeho podíl na nejdůležitějším příspěvku Rakouska do expresionistického filmu, hororovém příběhu Orlakovy ruce (1925). Režisérem byl Robert Wiene, pro jehož vídeňské inscenace Nerz psal scénáře několikrát na konci své filmové kariéry. Další film, na němž se podílel jako scenárista, byl film Růžový kavalír (Rosenkavalier), premiérovaný v roce 1926.
Pro Pan-Film byl Nerz aktivní také jako umělecký režisér a dramatik. Ludwig Nerz zemřel 20. ledna 1938 ve Vídni.

## Filmografie
- 1914: Čáp je mrtvý
- 1918: Dům černého havrana
- 1919: Schermannův případ
- 1920: Nádhera a utrpení kurtizán
- 1920: Královna Draga
- 1920: Na vrcholu moci
- 1921: Román dvou srdcí
- 1921: Smrtka
- 1921: Román komorníků
- 1921: Stezka ve tmě
- 1921: Venuše
- 1922: Markýza z Clermontu
- 1922: Rondinella
- 1922: Peklo z Barballa
- 1923: Hlas svědomí

### Scenárista
- 1920: Na vrcholu moci
- 1921: Šklebící se tvář
- 1921: Román dvou srdcí
- 1921: Šílená manželka
- 1921: Venuše
- 1922: Duch na Mortonově zámku
- 1922: Meriota, tanečnice
- 1922: Markýza z Clermontu
- 1922: Rondinella
- 1922: Peklo Barballo
- 1924: Pension Groonen
- 1924: Orlakovy ruce
- 1925: Rosenkavalier
- 1925: Der Gardeoffizier (Strážní důstojník)